# Unité continentale
Unité continentale (UC) est une organisation et un groupe armé national-révolutionnaire franco-serbe issu de l'organisation Troisième Voie.

## Historique
Le mouvement est fondé en janvier 2014 à Belgrade par plusieurs hommes français et serbes,. Plusieurs membres du groupe proviennent de l'organisation Troisième Voie, groupuscule « skinhead « national révolutionnaire » » dirigé par Serge Ayoub et dissous en 2013. L'un des fondateurs, Victor Lenta, est un ancien parachutiste devenu militant d'extrême droite. L'autre, Nicolas Perovic, est lui aussi un ex-militaire, de nationalité franco-serbe, ayant servi en Afghanistan,. Tous deux ont cependant effectué un service court au sein de l'armée.
Leur première action est de militer pour la libération du leader nationaliste serbe Vojislav Šešelj, détenu et inculpé devant le Tribunal pénal international pour l'ex-Yougoslavie.
Ils rejoignent l'Ukraine en mai 2014. Le mouvement prête allégeance à la république populaire de Donetsk et est relié aux cosaques du Don, que plusieurs de ses membres rejoignent. Certains de ses membres sont d'anciens militaires français et un recruteur est un ancien officier. Elle est la première unité étrangère à regrouper des combattants français en Ukraine, initialement sept à huit volontaires. Ils cherchent toutefois à constituer une brigade d'au moins vingt combattants.
L'Unité continentale est dissoute en janvier 2015. Ses fondateurs ont à l'époque réussi à réunir une vingtaine d'individus proches de l'extrême droite. Tous intègrent la brigade internationale Pietnashka et à partir des accords de Minsk II, en 2015, les membres de l'Unité continentale repartent petit à petit. Frédéric Lynn, l'un de ces combattants, raconte son expérience dans un livre, paru en novembre 2016.
Le bataillon disparaît quelque temps, avant de se reformer. Trois ans plus tard, début 2018, un autre Français, Philippe Khalfine, en prend le commandement. Il est rejoint à l'été 2018 par un maraîcher belge venu combattre, Xavier Vrancken, qui repart trois mois après, déçu de ne pas prendre part à des opérations militaires offensives.

## Idéologie
Unité continentale se définit comme nationaliste-révolutionnaire. Le mouvement soutient ce qu'il perçoit comme des causes anti-impérialistes à travers le monde, luttant contre l'impérialisme américain. Ils dénoncent également une « oligarchie mondiale » qui souhaiterait « s'emparer de [la] terre [des Ukrainiens] pour seulement faire basculer l'Ukraine dans l'Union européenne et mieux l'exploiter ».
En 2014, ses membres récoltent des dons, recrutent des volontaires européens désireux comme eux de « défendre les minorités russophones du Donbass » contre l'« impérialisme atlantiste, incarné par les États-Unis, l'Europe et l'OTAN ». Ils prônent une « grande Europe, allant de Brest en Bretagne, à Vladivostok, à l'extrême est de la Russie ». 
Plusieurs combattants se font remarquer pour leur symbolique proche de celle du néonazisme, comme le kolovrat, bien qu'ils récusent soutenir cette idéologie, déclarant simplement avoir une « proximité avec l’extrême droite ». TV5 Monde écrit « Nicolas Perovic et Victor Lenta, réunissent à l'époque une vingtaine d'individus proches de l'extrême droite ». Lors d'un entretien avec quatre membres français du groupe, tous se disent « de droite » mais déclarent être de religions différentes, catholiques, orthodoxes ou athées. Ils sont également proches de partis identitaires et, pour certains, de groupes révolutionnaires. Intelligence Online rappelle que Victor Lenta a « été renvoyé de l'armée pour avoir pris part à une soirée à la gloire d’Adolf Hitler ».
Des membres de l'unité comme Philippe Khalfine sont eux marqués à l'extrême gauche. Il affirme que c'est le cas de tous les combattants français.